# Liege Competition and Innovation Institute
Le Liege Competition and Innovation Institute (« LCII ») est un centre de recherches interfacultaire unissant la faculté de droit et l'école de gestion HEC de l'université de Liège en Belgique.
L'objet du LCII est de favoriser le développement de la recherche en droit, politique et économie de la concurrence, de la propriété intellectuelle et de l'innovation.

## Présentation
Fondé par les professeurs Nicolas Petit (droit), Axel Gautier (Eco) et Lionel Artige (Eco), le LCII porte une ambition interdisciplinaire. Cette ambition repose elle-même sur un constat empirique: qu'elle soit publique ou privée, la décision est, dans la pratique, le fruit de considérations multidisciplinaires. Il convient dès lors de coordonner des capacités de recherche souvent éparses, bien que complémentaires (droit, économie, gestion, …), afin de dégager les moyens humains et matériels nécessaires pour répondre aux questions de politique industrielle auxquelles sont confrontés entreprises privées et pouvoirs publics.
Dans ce contexte, le LCII constitue le cadre dans lequel s'inscrit une recherche scientifique moderne et visible dans les domaines de la concurrence et de l'innovation :
- Le LCII applique des méthodes scientifiques innovantes (enquêtes d'opinion, empirisme par la constitution de bases de données, prospective, etc.) en vue de confronter les raisonnements intuitifs appliqués par le législateur et la jurisprudence à l'analyse statistique et mathématique propre à la science économique.

- La production scientifique est ensuite diffusée, tant via des publications scientifiques de renommée internationale, que par des travaux de vulgarisation.

Enfin, le LCII coordonne les activités du Master spécialisé bilingue (anglais-français) en droit européen, droit de la concurrence et de la propriété intellectuelle (« Master spécialisé »). Ce programme de cours a été pensé pour constituer une formation de pointe en la matière, apportant une visibilité internationale à l'université.
La coordination des activités de recherche et d'enseignement est destinée à dégager des synergies, la recherche venant enrichir l'enseignement et l'enseignement participant à la dissémination de la production scientifique.

## Historique
La Faculté de droit et de science politique de l'Université de Liège crée, dès le début des années 1960 et à l'initiative de Fernand Dehousse, un Institut d'études juridiques européennes (« IEJE »).
La désignation successive de cinq professeurs de l'Université de Liège comme juges à la Cour de justice de l'Union européenne atteste de la vocation européenne de la Faculté de droit :
- Pierre Pescatore[4] ;
- René Joliet[4] ;
- Melchior Wathelet[5] ;
- Franklin Dehousse[6] ;
- Sean Van Raepenbusch[7].

Au fur et à mesure des années, les activités de l'IEJE se sont concentrées principalement sur la recherche en droit européen de la concurrence et de la propriété intellectuelle.
En termes d'enseignements, cette orientation s'est traduite par la création d'une maîtrise en droit européen, puis d'un diplôme d'études approfondies (« DEA ») en droit de la concurrence et propriété intellectuelle, initiée en par le professeur Damien Geradin en 2004.
En 2006, le professeur Nicolas Petit refond la formation dans l'optique de la transformer en un Master spécialisé (« LL.M.») en droit européen - droit de la concurrence et de la propriété intellectuelle. Le programme est alors destiné à entrer en concurrence avec les meilleures formations britanniques et continentales délivrées en droit européen.
Le lien entre le droit de la concurrence, le droit de la propriété intellectuelle et l'économie étant chaque jour plus étroit, le renforcement de l'interdisciplinarité des recherches a été souhaité. Les contacts entre les unités de recherche de la faculté de droit et de HEC-École de gestion se sont intensifiés et ont abouti à un rapprochement de plus en plus étroit entre juristes et économistes. La création d'une « Liège Competition and Innovation Institute » (« LCII ») est l'aboutissement de cette collaboration.

## Organisation et ressources
Le LCII est organisé pour offrir un espace de rencontre et de débat entre spécialistes, en réunissant économistes et juristes autour de projets communs. Le personnel académique de l'université de Liège (doctorants et assistants de recherches) vient renforcer ce pôle de connaissances.

### Organisation
Le LCII est organisé autour d'une Direction collégiale et d'une Assemblée des membres.
La Direction collégiale est chargée de coordonner, superviser et définir les activités de recherche présentes et futures du LCII. Elle examine et approuve la participation du LCII à des appels à projet. La Direction est également chargée de la gestion quotidienne et de la représentation du LCII à l'extérieur. La Direction collégiale est constituée des personnalités suivantes : 
- le Professeur Lionel Artige,
- le Professeur Axel Gautier, et
- le Professeur Nicolas Petit.

L'Assemblée des membres est composée d'enseignants de l'Université de Liège actifs dans les domaines du droit et de l'économie de la concurrence, de la propriété intellectuelle et/ou de l'innovation, ainsi que d‘assistants, chercheurs et collaborateurs scientifiques de l'ULg actifs dans ces domaines. L'Assemblée des membres formule des suggestions de recherche et d'événements (conférences, groupes de débats, etc.).
L'Assemblée des membres est composée des éléments suivants : 
- Dirk Auer
- Sébastien Broos,
- Jorge Marcos Ramos,
- Daniel Muheme,
- Norman Neyrinck,
- Joëlle Pilorge,
- Jonas Teusch, et
- Wynne Wing Man.

En outre, un corps académique spécialisé vient servir le programme de cours du Master spécialisé en droit européen - concurrence et propriété intellectuelle et concourt aux travaux scientifiques du LCII en siégeant de manière ponctuelle au sein de l'Assemblée de membres.
En droit de la concurrence : 
- Jean-Yves Art,
- Jean-François Bellis,
- Jacques Derenne,
- Luc Gyselen,
- David Henry,
- David Hull, et
- Jim Venit.

En droit de la propriété intellectuelle :
- Patricia Cappuyns,
- Christof Karl,
- Paul Maeyaert,
- Charles-Henry Massa,
- Benoit Michaux, et
- Bernard Vanbrabant.

À ceux-ci, il convient encore d'ajouter plusieurs noms de la Faculté de Droit et d'HEC-ULg, intéressés par l'étude des processus concurrentiels et de l'innovation :
- Ann-Lawrence Durviaux,
- Thomas Froehlicher,
- Anne-Lise Sibony, et
- Patrick Wauthelet.

### Ressources
Le LCII a pour objectif de rassembler les ressources humaines et financières suffisantes pour mener à bien des projets de recherche ambitieux et de qualité.
Le LCII finance ses projets de recherche. Tout projet scientifique fait l'objet d'une évaluation préalable des moyens financiers nécessaires à sa réalisation. Ainsi, outre les dotations publiques dont il peut bénéficier (crédits d'impulsion ULg, ARC), le LCII a vocation en tant que pôle de recherche spécialisé, à répondre à des appels à projet scientifiques, tant publics (ex. : Pôle d'Attraction Interuniversitaire – « PAI »), que privés (mécénats, donations, …). En ce sens, il mène une stratégie active de collecte de fonds.
Le financement quotidien de l'Institut est assuré par l'organisation de colloques et conférences réalisées en partenariat avec la Brussels School of Competition («BSC»).

## Communication
La communication du LCII est assurée au moyen d'un site Internet rédigé en anglais et régulièrement mis à jour. Le site internet reprend toutes les publications scientifiques des membres de l'Institut, ainsi que les publications de vulgarisation qui les accompagnent systématiquement.
Une lettre d'information est rédigée en vue de diffuser l'actualité du LCII : le LCII Policy Brief.